# Daria di Venafro
Daria (... – Venafro, 303) fu una martire durante l'impero di Massimiano; è venerata come santa dalla Chiesa cattolica con il marito Nicandro.

## Agiografia
Il Martirologio Romano, in realtà, riporta il martirio di Nicandro e Marciano (avvenuto il 17 giugno), ma non quello di Daria, la cui figura trova riscontro unicamente nella leggenda popolare.
La tradizione vuole che fosse moglie di Nicandro, martire nel medesimo anno insieme a Marciano. Daria, dopo avere spronato il marito ad andare incontro al martirio, pur di non abbandonare la fede in Cristo, subì a sua volta le angherie dell'imperatore.
Morì decapitata, dopo atroce supplizio, avvenuto in Venafro, pochi giorni dopo il martirio di Nicandro e Marciano.

## Culto
È considerata, insieme a San Marciano ed a San Nicandro, patrona di Venafro.